# Hylaeus trilobatus
Hylaeus trilobatus är en biart som först beskrevs av Cockerell 1910.  Hylaeus trilobatus ingår i släktet citronbin, och familjen korttungebin. Inga underarter finns listade i Catalogue of Life.

## Bildgalleri

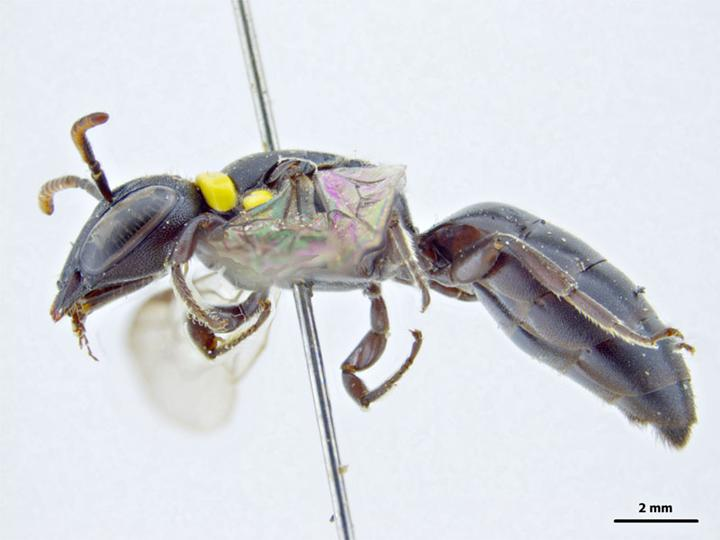
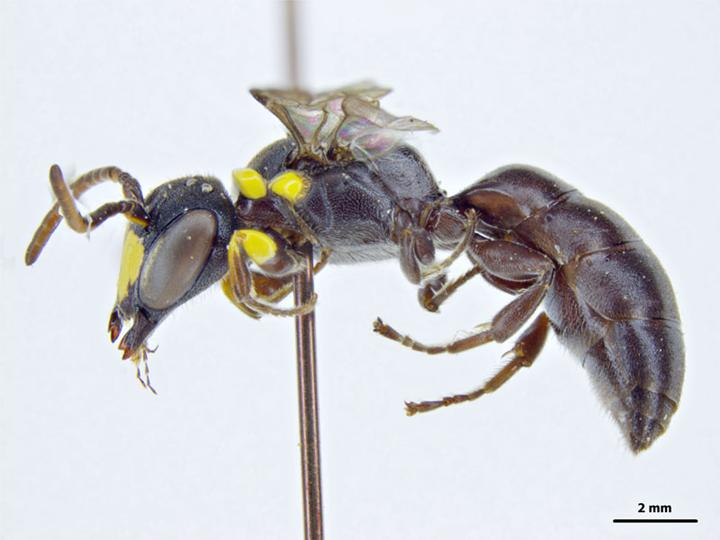